# Iphiaulax pilisoma
Iphiaulax pilisoma är en stekelart som beskrevs av Van Achterberg 1996. Iphiaulax pilisoma ingår i släktet Iphiaulax och familjen bracksteklar. Inga underarter finns listade i Catalogue of Life.